# 2127
2127 (ММCXXVII) е обикновена година, започваща в сряда според григорианския календар. Тя е 2127-ата година от новата ера, сто двадесет и седмата от третото хилядолетие и осмата от 2120-те.